# Oligocentria
Oligocentria is een geslacht van vlinders van de familie tandvlinders (Notodontidae), uit de onderfamilie Heterocampinae.

## Soorten
- O. alpica Benjamin, 1932
- O. coloradensis Edwards, 1885
- O. lignicolor Walker, 1855
- O. pallida Strecker, 1899
- O. paradisus Benjamin, 1932
- O. perangulata Edwards, 1882
- O. pinalensis Benjamin, 1932
- O. semirufescens Walker, 1865
- O. violascens Herrich-Schäffer, 1855